# Frederick Fleet
Frederick Fleet, britanski mornar, ladijski opazovalec, častnik in pomorščak * 15. oktober 1887 Liverpool, Združeno Kraljestvo † 10. januar 1965 Southampton, Združeno Kraljestvo.         
Fleet je bil član posadke, ki je preživel potop ladje RMS Titanic potem, ko je ta v severnem Atlantiku trčila v ledeno goro. Fleet je bil skupaj z Reginaldom Leejem na opazovalnem jamborju, ko sta opazila ledeno goro pred ladjo. Fleet jo je prvi opazil, trikrat pozvonil na zvonec in nato poročal na ladijski most, ko je rekel: "Ledena gora, naravnost pred nami!"
Fleet je pri poznejših poizvedbah o potopitvi pričal, da bi, če bi bil z Leejem imela daljnogled: "Lahko bi jo videli (ledeno goro) nekoliko prej."  Na vprašanje, koliko prej, je odgovoril: "No, dovolj, da bi z ladjo lahko pravočasno zavili mimo." V poznejšem življenju je Fleet doživel hudo depresijo in posledično storil samomor z obešanjem januarja 1965.

## Biografija

### Zgodnje življenje in pomorska kariera
Fleet se je rodil v Liverpoolu 15. oktobra 1887. Očeta ni nikoli poznal, mama pa ga je zapustila in z drugim moškim pobegnila v Springfield v Massachusettsu v ZDA, da ga ne bi več videla ali slišala zanj. Fredericka Fleeta je vzgojil naslednik njegove družine in daljnih sorodnikov. Leta 1903 je kot deček odšel na morje in se potrudil, da je za poklic postal mornar.
Preden se je pridružil posadki ladje RMS Titanic, je več kot štiri leta služil kot opazovalec na ladji RMS Oceanic. Kot mornar je Fleet zaslužil pet funtov na mesec plus dodatnih 5 funtov za opazovanje na opazovalnem jamborju. Aprila 1912 se je Fleet pridružil Titanicu skupaj s še petimi opazovalci. 

### R.M.S. Titanic
10. aprila 1912 se je Fleet v Southamptonu vkrcal na RMS Titanic. Ladja je naredila dva postanka, v Cherbourgu v Franciji in v Queenstownu na Irskem, preden je zaplula na Atlantik proti ZDA. Plovba je potekala brez večjih težav do 14. aprila 1912 zvečer. Tiste noči sta Fleet in njegov pomočnik Reginald Lee ob 22:00 odšla na opazovalni jambor ter s tem nadomestila prejšnja opazovalca Georgea Symonsa in Archieja Jewela. Prejela sta ukaz od drugega častnika Charlesa Lightollerja, naj dobro opazujeta za ledene gore. Noč je bila mrzla, videle so zvezde, lune ne in morje je bilo povsem mirno, zaradi česar je bilo zelo težko opaziti ledene gore, ker se valovi niso zaletavali vanj. Čeprav sta Fleet in Lee že večkrat prosila posadko za daljnoglede, jih nikoli nista dobila. Zaradi tega sta opazovalca opazovala z lastnimi očmi. 
Ob 23:39 je Fleet opazil pred Titanicom ledeno goro, nato pa je trikrat pozvonil na zvonec in po telefonu poklical na ladijski most, da bi opozoril dežurne častnike. Na njegov klic se je oglasil šesti častnik James Paul Moody, na kar je Fleet vprašal: "Je kdo tam?" Moody je odgovoril: "Ja, kaj vidite?" Fleet je nato rekel: "Ledeno goro, naravnost pred nami!". Moody se je zahvalil za njegovo sporočilo in takoj obvestil takrat dežurnega častnika na ladijskem mostu, Williama McMasterja Murdocha. Čeprav je ladja zavijala v levo, se ni povsem uspela izogniti ledeni gori in je ob 23:40 zadela rob ledeno gore. Po trku sta Fleet in Lee še dvajset minut ostala na opazovalnem jamborju.
Ob 00:00 15. aprila, sta Fleet in Lee zapustila opazovalni jambor potem, ko sta ju poklicala prejšnja opazovalca Alfred Frank Evans and George Hogg. Ko sta prišla na palubo sta dobila ukaz naj začneta pripravljati ladijske reševalne čolne. Fleet se je vkrcal na reševalni čoln št. 6 na levi strani ladje. Minuto pozneje, ko je bil čoln pripravljen na spuščanje, je drugi častnik Lightoller vkrcal Roberta Hichensa in mu ukazal biti glavni v čolnu. Potem, ko je čoln zapustil potapljajočo se ladjo, je bil Fleet eden od dveh mornarjev na krovu čolna št. 6, ki je veslal. Milijonarka Margaret Brown je predlagala, da se čoln vrne do ladje in vanj vkrcajo še enega mornarja, vendar je Hichens oglaševal. Ker ni bilo nobenega mornarja, ki bi znal dobro veslati, se jim je pridružil kanadski potnik Arthur Godfrey Peuchen pridružil veslat, ko jim je povedal, da ima izkušnje z veslanjem. 
Ko je bil čoln oddaljen od potapljajoče se ladje, je poskušal doseči sijoče luči ladje v daljavi, za katero se je mislilo, da je SS Californian. Medtem ko je Hichens ostal glavni v čolnu, sta Fleet in Peuchen še naprej veslala. Argumenti in problemi so se pojavili na čolnu 6, ko je Hichens nenehno sitnaril in težil potnikom naj veslajo, vključno z Margaret Brown in Helen Churchill Candee. Kasneje ponoči je prišlo do prepira, da naj se vrnejo reševati preživele, pri čemer jih je Hichens opozorili, da naj se ne vračajo, češ da jih bodo plavalci prevrnili. Reševalni čoln je končno prispel do RMS Carpathie ob 6:00 uri zjutraj, 15. aprila 1912. 
Po potopu je bil Fleet na obeh preiskavah. V ZDA ga je sprejel vodja William Alden Smith, ki mu je večkrat dejal, da se katastrofa ne bi zgodila če bi bil bolj pozoren in da bi bolje opazoval na morje. "Če bi bili opremljeni z daljnogledom, se to ne bi zgodilo" je dejal Fleet. Pred britansko preiskavo je bil podvržen dolgemu pregledu, pogosto ponavljajočemu, za katerega ni hotel odgovoriti na številna vprašanja. Lord Mersey, vodja britanske preiskovalne komisije, je Fleetova poročila zaključil tako, da mu je rekel, da je hvaležen za svojo pripravljenost odgovarjati na vprašanja kljub razjeznosti, ko je odgovarjal na vsako vprašanje. Fleet se je nato močno zahvalil: "Hvala." 

### Svetovni vojni in poznejše življenje
Fleet je po potopu Titanica, služil kot opazovalec na njeni sestrski ladji RMS Olympic, preden je avgusta 1912 zapustil družbo White Star Line, ko je ta ravnala drugače saj jo je močno prizadela potopitev Titanica. Naslednja 24 leta je služil za različna ladjarska podjetja, vključno z družbo Union-Castle. Fleet je služila na trgovskih ladjah v prvi svetovni vojni. Kasneje je med letom 1920 in 1930 znova služil kot opazovalec in mornar na ladji RMS Olympic. Ko je leta 1936 zapustil delo na morju, ga je ladjedelnica Harland & Wolff najela za delo v ladjedelnicah podjetja v Southamptonu. Medtem ko je delal tam, je živel z ženinim bratom. Ponovno je služil na ladjah med drugo svetovno vojno.
Leta 1917 se je Fleet poročil z Evo Ernestine Le Gros. 
Pozneje, ko se je kmalu upokojil, je Fleet postal prodajalec časopisov v težkih gospodarskih časih.

## Smrt
Kmalu po božiču, 28. decembra 1964 je Fleetova žena Eva umrla, njen brat pa je Fleeta vrgel iz hiše in ga ni več hotel sprejeti. Posledično je Fleet padel v depresijo in se 10. januarja 1965 obesil na vrtu svojega doma. Ob svoji smrti je bil star 77 let. Fleet je bil pokopan v grobu na pokopališču Hollybrook v Southamptonu. Ta grob je ostal neoznačen do leta 1993, ko je bil z donacijami, ki jih je zbralo zgodovinsko društvo Titanic, postavljen nagrobni spomenik. 